# Qandax
Qandax è un comune dell'Azerbaigian situato nel distretto di Zaqatala. Conta una popolazione di 1 654 abitanti.